# عمل الأطفال في باكستان

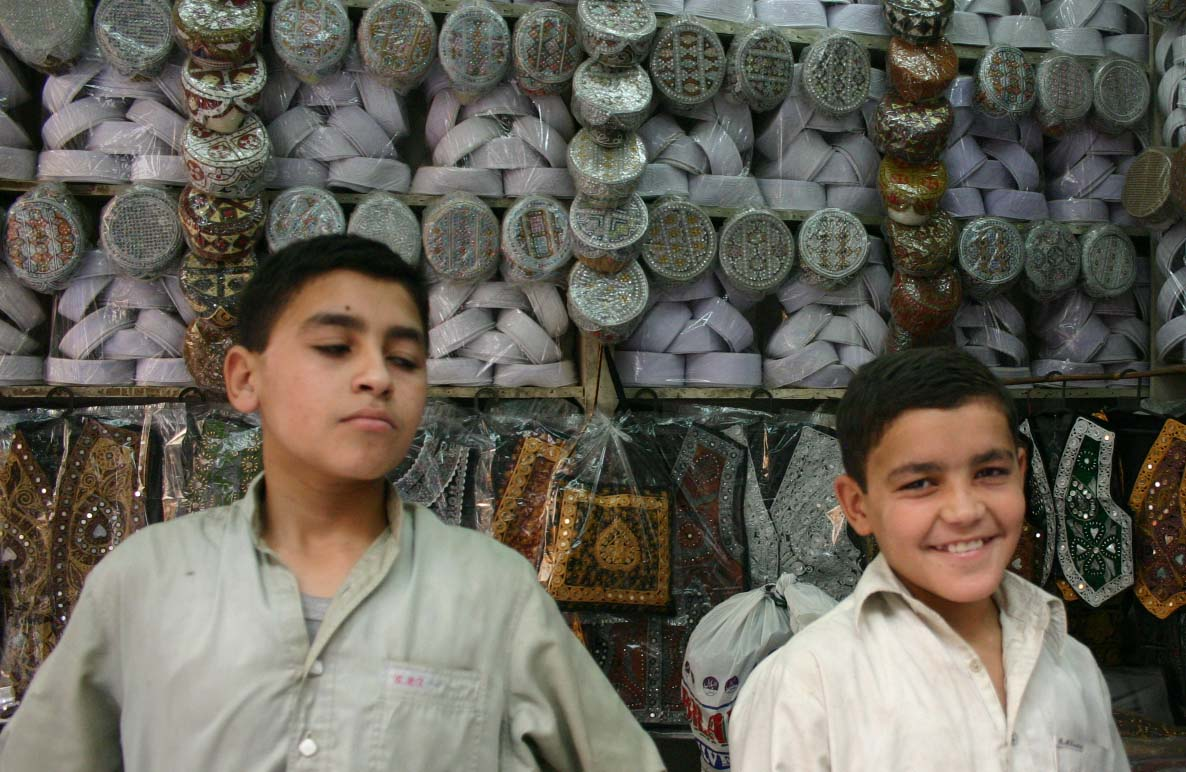

عمل الأطفال في باكستان هي عملية توظيف الأطفال للعمل في باكستان مما يسبب لهؤلاء الأطفال أضرارًا نفسية وجسدية ومعنوية واجتماعية. قدرت لجنة حقوق الإنسان الباكستانية أنه في التسعينيات كان هناك 11 مليون طفل يعملون في البلاد، نصفهم دون سن العاشرة. في عام 1996 كان متوسط عمر الطفل الذي يدخل سوق العمل سبع سنوات بعد أن كان ثمانية في عام 1994. تشير التقديرات إلى أن ربع القوى العاملة في البلاد تتكون من الأطفال.

## التركيبة السكانية
اعتبارا من 2005-2006 أشارت التقديرات إلى أن 37 في المائة من الفتيان العاملين كانوا يعملون في صناعة الجملة والتجزئة في المناطق الحضرية، يليهم 22 في المائة في صناعة الخدمات و22 في المائة في التصنيع. يعمل 48 في المائة من الفتيات في صناعة الخدمات بينما يعمل 39 في المائة في التصنيع. وفي المناطق الريفية التحقت 82 في المائة من الفتيات العاملات بسوق العمل، وبنسبة 68 في المائة للفتيان العاملين. في صناعة الجملة والتجزئة كانت النسبة المئوية للفتيات 11 في المائة تليها 11 في المائة في التصنيع.
ربما تكون عمالة الأطفال في باكستان أكثر انتشارًا في مدينة ملتان وهي مركز إنتاج مهم لتصدير السلع.
بالنسبة للأطفال الذين يعملون في قمائن الطوب في البنجاب، أجرت وزارة العمل في البنجاب دراسة استقصائية، وفقًا لأحدث أرقام المسح حددت الإدارة 10.347 فرنًا للطوب في البنجاب وتم تحديد إجمالي 126.779 طفلاً في هذه المواقع. من المجموع حدد الاستطلاع أن 32.727 طفلاً لم يذهبوا إلى المدارس. بالنسبة للأطفال الملتحقين بالمدارس التحق ما مجموعه 71.373 طفل في المدارس الحكومية، من بينهم 41.017 ذكور و30.356 إناث. بلغ عدد الأطفال الملتحقين بالمدارس الخاصة 13.125 طفلاً، وكان هناك 7.438 من الذكور و5.687 من الإناث. التحق ما يصل إلى 9.554 طفلاً في معاهد التعليم غير النظامي.

## الأسباب
تقترح منظمة العمل الدولية أن الفقر هو أكبر سبب منفرد وراء عمالة الأطفال. يبلغ دخل الفرد في باكستان حوالي 1.900 دولار. يكسب شخص من الطبقة الوسطى في باكستان حوالي 6 دولارات في اليوم في المتوسط. يتعين على الباكستاني العادي أن يطعم تسعة أو عشرة أشخاص بأجرهم اليومي. هناك أيضًا معدل تضخم مرتفع. اعتبارًا من عام 2008 يعيش 17.2٪ من إجمالي السكان تحت خط الفقر، وهو أدنى رقم في تاريخ باكستان. يبدو أن مستويات الفقر تستلزم أن يعمل الأطفال من أجل السماح للأسر بالوصول إلى رواتب المنزل المستهدفة. تمنح التكلفة المنخفضة لعمالة الأطفال الشركات المصنعة ميزة كبيرة في السوق الغربية، حيث تقل مبيعاتهم من منافسيهم من البلدان التي تحظر عمالة الأطفال.
وفقًا لبحث أجراه أختار وفاطمة وصدقت، كانت الأسباب الرئيسية لعمالة الأطفال في قطاع صيد الأسماك على ساحل بلوشستان هي انخفاض جودة التعليم، ونقص فرص العمل، وقلة التقدم في المنطقة. وقد وجد أنه في هذه المقاطعة بالذات توجد معدلات تسرب عالية ومعدلات متدنية للإلمام بالقراءة والكتابة. يعتقد الباحثون أن السياسات التي تركز على تحسين التعليم ستساعد في تقليل عمالة الأطفال.

## سياسات الحكومة
تحتوي عدد من القوانين على أحكام تحظر عمالة الأطفال، أو تنظم ظروف عمل الأطفال والمراهقين العاملين. أهم القوانين هي:
- قانون المصانع لعام 1934.
- قانون محلات ومؤسسات غرب باكستان لعام 1969.
- قانون عمالة الأطفال لعام 1991.
- قانون إلغاء نظام عمل إسار الدين لعام 1992.
- قانون البنجاب للتعليم الإلزامي لعام 1994.

لا تزال عمالة الأطفال واحدة من المشاكل الرئيسية التي تعاني منها باكستان وأطفالها. أقرت باكستان قوانين في محاولة للحد من عمالة الأطفال ورد الدين بالعمل، ولكن يتم تجاهل هذه القوانين على مستوى العالم. هناك حوالي 11 مليون طفل تتراوح أعمارهم بين 4 و14 عامًا يعملون في مصانع البلاد، وغالبًا ما يعملون في ظروف قاسية وقاسية.
في ديسمبر 2014 أفادت قائمة وزارة العمل الأمريكية للسلع التي أنتجها عمالة الأطفال أو العمل الجبري عن تسع سلع، ستة منها أنتجها عمال أطفال في باكستان وتشمل هذه صناعة الطوب والسجاد والأساور الزجاجية والجلود والأدوات الجراحية، وكذلك تعدين الفحم.

## حوادث وفيات الأطفال
قُتلت عاملة المنازل زهرة شاه البالغة من العمر ثماني سنوات على يد الزوجين حسن صديقي وزوجتها أم كلثوم، وذلك بسبب إطلاق سراحها بطريق الخطأ ببغاءين من القفص في يونيو 2020 في روالبندي باكستان. تم القبض على الزوجين ووجهت إليهما تهم في نفس اليوم.